# Pentazenium
Le pentazenium est un cation formé d'une molécule de cinq atomes d'azote ayant « perdu » un électron, de formule N+
5. Avec le diazote, les polymères d'azote solide et l'anion azoture, il fait partie des trois espèces polyazotées obtenues en grandes quantités.